# Żurawica (Krowia Góra)
Żurawica – część wsi Krowia Góra w Polsce, położona w województwie świętokrzyskim, w powiecie sandomierskim, w gminie Łoniów.
W latach 1975–1998 Żurawica administracyjnie należała do województwa tarnobrzeskiego.